# 何法盛
何法盛（？—？），南北朝劉宋人、史學家，官至湘東太守

## 生平
何法盛出身於顯貴的上流社會。因出生時正值佛教興盛時期，故其名字中的「法」字帶有濃厚佛教色彩。但史書有記載他的史料並不多。何氏著有紀傳體史書《晉中興書》。全書一共有七十八卷，記述了東晉一朝的事迹。後世有指該書不是出自其手筆，實從郗紹所著的史書中剽竊過來。何法盛在郗紹成書後趁他不在家時竊書，視為己出。因此，《晉中興書》應納入私修史之列。另外，至唐代貞觀年間官修晉書出現之前，該書被列為「十八家晉史」之一。同時又成為唐代官方史官重修晉朝及十六國歷史的輔助參閱史料。不過，安史之亂的爆發令臧榮緒所撰寫的《晉書》下落不明，當中一共有十四卷卷目悉數散佚。連帶何法盛《晉中興書》的卷目也一同散佚，只餘下殘書七卷。雖然如此，《晉中興書》一部分的内容由清朝人湯球輯錄下來。如今尚有《眾家編年體晉史》及《九家舊晉書輯本》二書輯錄部分内容。

## 成語
在現在日常生活中，有兩個成語是來自何法盛的《晉中興書》，其中一個是「勢成騎虎」（騎虎難下）。而「家雞野雉」或「家雞野鶩」 則出自《晉中興書》第七卷‧穎川庾錄：「在荊州與都下書云：小兒輩賤厭家雞，愛野雉，皆進逸少書，須吾還，當比之。」。以庾翼用家雞比喻自己的書法，用野雉比喻王羲之的書法來比喻不同的書法風格。此成語也引伸為貴遠賤近、喜新厭舊的意思。

## 另見文獻
- 何法盛，《晉中興書》
- 湯球，《九家舊晉書輯本》
- 湯球，《眾家編年體晉史》

## 外部連結
- 九家舊晉書輯本 （页面存档备份，存于）
- 晉中興書 （页面存档备份，存于）
- 成語典故
- 〈古人如何對付抄剽盗版之風〉，北京晚報，2015年11月19日 （页面存档备份，存于）